# Щеколдин, Константин Прокопьевич
Константи́н Проко́пьевич Щеко́лдин (20 января (1 февраля) 1845, Холмогорский уезд, Архангельская губерния — 5 (18) октября 1915, Архангельская губерния, Российская империя) — русский православный священник, учитель в церковно-приходской школе для детей Пазрецкого колтта-саамского погоста Александровского уезда Архангельской губернии (сейчас на месте Пазрецкого погоста находится посёлок Борисоглебский Мурманской области).

## Биография

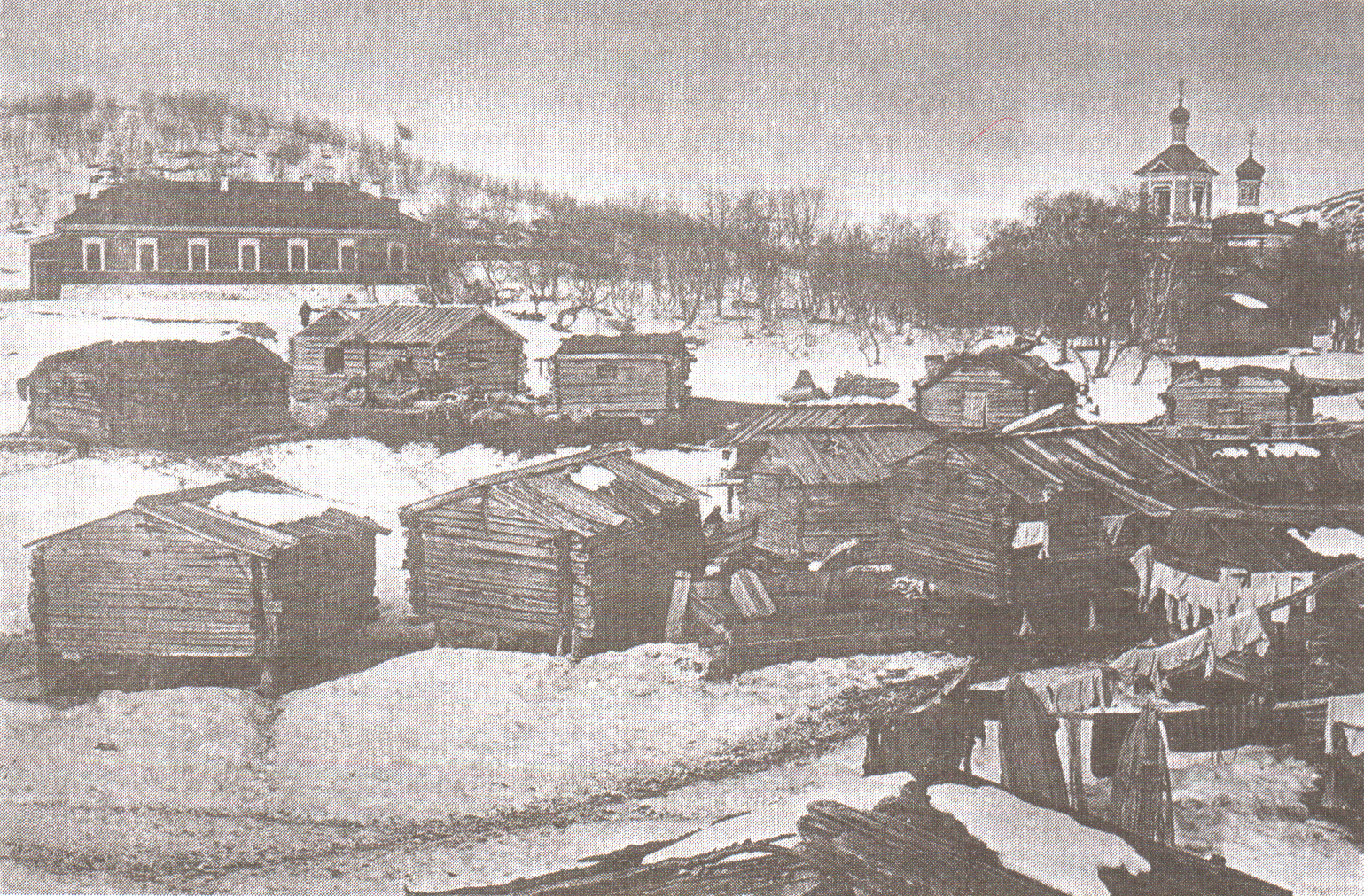
Пазрецкий погост. Фотография 1911 года

Родился в Холмогорском уезде Архангельской губернии в семье священника.
В 1867 году окончил Архангельскую духовную семинарию и 18 февраля 1868 года назначен в Печенгский Сретенский лопарский приход.
При разделении Печенгского прихода на два самостоятельных — Печенгский и Пазрецкий, по прошению перемещён на Паз-реку. С 10 августа 1874 года служил при церкви св. Бориса и Глеба на р. Паз вместе с зятем псаломщиком В. М. Ивановским. Вместе с женой изучил лопарский язык.

## Деятельность

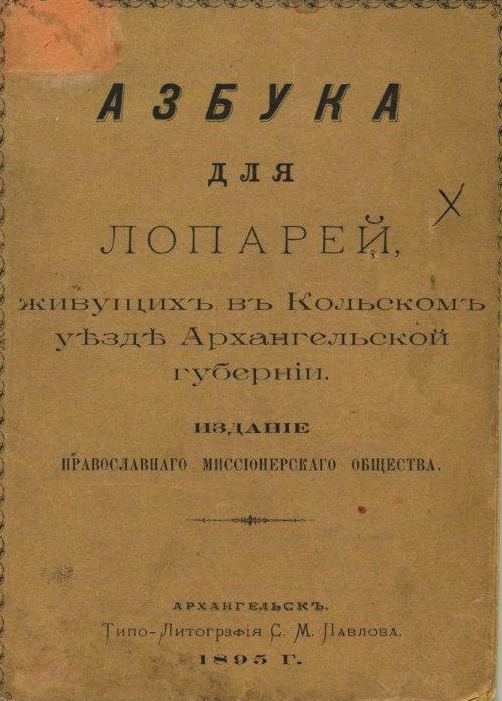
Первый колтта-саамский букварь (1895)

Будучи православным священником при церкви св. Бориса и Глеба, расположенной недалеко от русско-норвежской границы, Щеколдин занимался просветительской деятельностью среди колтта-саамов.
В 1884 году Щеколдин издал перевод Евангелия от Матфея на колтта-саамский язык в чём ему помогала жена, Мария Козьмовна. В 1888 году в зимнем погосте лопарей на р. Колосйоки открыл первую в России школу для саамских детей на 24 места. Школа была построена на средства, пожертвованные оберпрокурором Святейшего Синода К. П. Победоносцевым и российским консулом в Норвегии Д. Н. Островским. Две дочери протоиерея учили детей в ближайших лопарских погостах, третья, старшая, работала акушеркой.
Занимался исследованием истории и культуры российских саамов, собирал саамские сказки и предания (некоторые были опубликованы в 1887 году в петербургской газете «Голос», а «Лопарские сказки, легенды и сказания, записанные в Пазрецком погосте, пограничном с Норвегией» в журнале «Живая старина» в 1890 году), написал первый колтта-саамский букварь «Азбуку для лопарей, живущих в Кольском уезде Архангельской губернии» (Архангельск, 1895).
Передал исследователю Н. Н. Харузину, приезжавшему в 1887 году на Кольский полуостров, большую коллекцию собранных им произведений устного народного творчества лопарей, которая затем была опубликована в книге «Русские лопари» (М., 1890).
О протоиерее писали столичные газеты и журналы, его посещали норвежские путешественники Р. Амундсен и Ф. Нансен. Был почётным членом переводческой комиссии при Архангельском комитете Православного Миссионерского общества.
Скончался 5 (18) октября 1915 года и был похоронен у церкви святых Бориса и Глеба.